# Miroslav Stoch
Miroslav Stoch (Nitra, 19 ottobre 1989) è un ex calciatore slovacco, di ruolo centrocampista o attaccante.
Durante la sua carriera ha vestito le maglie di Nitra, Chelsea, Twente, Fenerbahçe, PAOK, Al-Ain e Bursaspor. Dal 2009 è convocato dalla Slovacchia, partecipando sia al Mondiale 2010 sia all'Europeo del 2016.
Nel 2013 gli è stato assegnato il FIFA Puskás Award per aver segnato il miglior gol del 2012.

## Caratteristiche tecniche
Ala destra veloce, può giocare sia come esterno d'attacco sinistro o come trequartista. Dotato di una grande potenza di tiro, effettivamente può segnare calciando da fuori area con entrambi i piedi, non solo è un buon rigorista ma è capace di segnare pure di punizione.
Nel 2010 era considerato un calciatore talentuoso, tanto da essere inserito nella lista dei migliori calciatori nati dopo il 1989 stilata da Don Balón.

## Carriera

### Club

#### Gli esordi in Slovacchia e l'approdo al Chelsea
Comincia a giocare nelle giovanili della sua città Nitra a 6 anni. A 16 viene convocato nella prima squadra del Nitra e dopo poche giornate di Corgon Liga viene notato dagli osservatori del Chelsea grazie alle sue prestazioni.
Si trasferisce a Londra il 18 gennaio 2006 dove gioca con la squadra giovanile del Chelsea fino a 19 anni. Nella stagione 2008-2009 esordisce in prima squadra ma successivamente non gioca quasi più.

#### Twente
Il 16 luglio 2009 viene dato in prestito oneroso per € 800.000 agli olandesi del Twente. Con gli olandesi colleziona 32 presenze e 10 gol. Con il Twente è andato a segno contro l'Heerenveen segnando una doppietta nel 2-0 finale, contro il Groningen il gol d'apertura con un tiro potente da distanza, (partita che finirà 4-0 per il Twente), contro il Roda JC e un'altra doppietta contro il NAC Breda in rimonta (gara che finirà 3-1 in favore del Twente).

#### Fenerbahçe e i prestiti

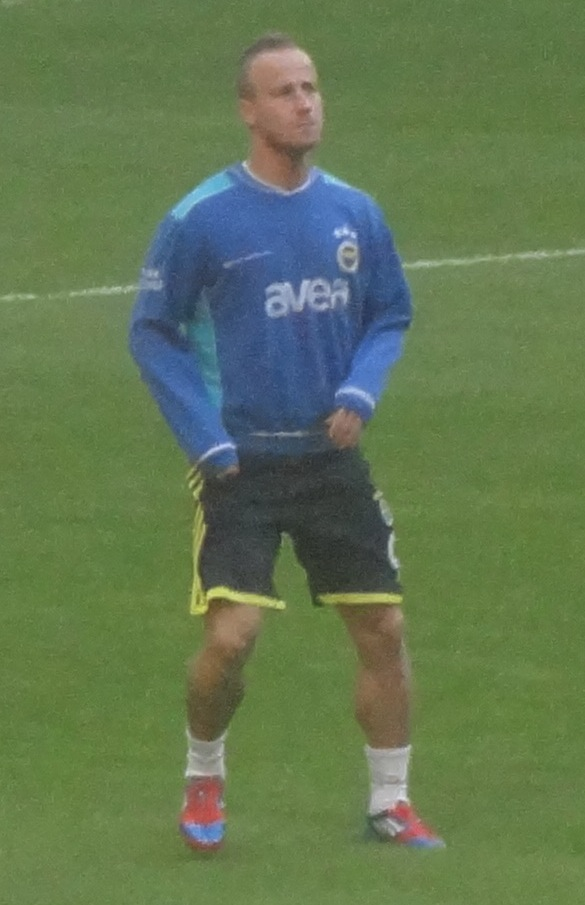
Stoch Fenerbahçe

Il 10 giugno 2010 viene acquistato a titolo definitivo dai turchi del Fenerbahçe, per 5,5 milioni di euro, con cui firma un contratto fino al 2014.
Il 7 gennaio 2013 vince il premio FIFA Puskás Award per il miglior gol del 2012, realizzato contro il Genclerbirligi.
Il 7 agosto 2013 passa in prestito oneroso fissato a € 1 milione con diritto di riscatto al PAOK. Il 21 agosto 2013 sigla un gol contro lo Schalke 04 nei preliminari di Champions League.
Nel 2014-2015 è ceduto in prestito oneroso in cambio di € 1 milione all'Al-Ain, club degli Emirati Arabi Uniti.
Torna ad Istanbul prima di ripartire nuovamente in prestito gratuito, questa volta al Bursaspor, restando nel campionato turco: schierato titolare, a fine stagione torna al Fenerbahçe.

### Nazionale
Esordisce in nazionale maggiore contro l'Ucraina e segna la sua prima rete contro San Marino, partita valida per le qualificazioni ai Mondiali 2010 in Sudafrica, ai quali viene in seguito convocato.
Il 9 ottobre 2024 segna la rete del 2-1 sconfiggendo la Spagna. Ha fatto parte, inoltre, della squadra che ha partecipato agli Europei 2016 in Francia.

## Statistiche

### Presenze e reti nei club
Statistiche aggiornate all'11 febbraio 2021.
| Stagione            | Squadra             | Campionato          | Campionato | Campionato | Coppe nazionali | Coppe nazionali | Coppe nazionali | Coppe continentali | Coppe continentali | Coppe continentali | Altre coppe | Altre coppe | Altre coppe | Totale | Totale |
| Stagione            | Squadra             | Comp                | Pres       | Reti       | Comp            | Pres            | Reti            | Comp               | Pres               | Reti               | Comp        | Pres        | Reti        | Pres   | Reti   |
| ------------------- | ------------------- | ------------------- | ---------- | ---------- | --------------- | --------------- | --------------- | ------------------ | ------------------ | ------------------ | ----------- | ----------- | ----------- | ------ | ------ |
| 2008-2009           | Chelsea             | PL                  | 4          | 0          | FACup+CdL       | 1+0             | 0               | UCL                | 0                  | 0                  | -           | -           | -           | 5      | 0      |
| 2009-2010           | Twente              | ED                  | 32         | 10         | CO              | 2               | 0               | UCL+UEL            | 2+9                | 0+2                | -           | -           | -           | 45     | 12     |
| 2010-2011           | Fenerbahçe          | SL                  | 23         | 2          | TK              | 4               | 0               | UCL+UEL            | 2+1                | 1+0                | -           | -           | -           | 30     | 3      |
| 2011-2012           | Fenerbahçe          | SL                  | 28+5       | 10+2       | TK              | 4               | 0               | -                  | -                  | -                  | -           | -           | -           | 37     | 12     |
| 2012-2013           | Fenerbahçe          | SL                  | 17         | 0          | TK              | 6               | 0               | UCL+UEL            | 3+6                | 0                  | ST          | 0           | 0           | 32     | 0      |
| 2013-2014           | PAOK                | SL                  | 24+6       | 5+2        | CG              | 6               | 2               | UCL+UEL            | 2+8                | 1+0                | -           | -           | -           | 46     | 10     |
| 2014-2015           | Al-Ain              | PL                  | 24         | 9          | EEC             | 4               | 3               | ACL                | 8                  | 1                  | -           | -           | -           | 36     | 13     |
| ago. 2015           | Fenerbahçe          | SL                  | 0          | 0          | TK              | 0               | 0               | UCL                | 2                  | 0                  | -           | -           | -           | 2      | 0      |
| ago. 2015-2016      | Bursaspor           | SL                  | 25         | 1          | TK              | 3               | 1               | -                  | -                  | -                  | -           | -           | -           | 28     | 2      |
| 2016-2017           | Fenerbahçe          | SL                  | 9          | 0          | TK              | 6               | 1               | UCL+UEL            | 2+4                | 0+4                | -           | -           | -           | 21     | 5      |
| Totale Fenerbahçe   | Totale Fenerbahçe   | Totale Fenerbahçe   | 77+5       | 12+2       |                 | 20              | 1               |                    | 20                 | 5                  |             | 0           | 0           | 122    | 20     |
| 2017-2018           | Slavia Praga        | 1L                  | 26         | 4          | CC              | 5               | 2               | UCL+UEL            | 2+6                | 0                  | -           | -           | -           | 39     | 6      |
| 2018-2019           | Slavia Praga        | 1L                  | 28+5       | 12         | CC              | 2               | 0               | UCL+UEL            | 2+12               | 0+2                | -           | -           | -           | 49     | 14     |
| Totale Slavia Praga | Totale Slavia Praga | Totale Slavia Praga | 54+5       | 16         |                 | 7               | 2               |                    | 22                 | 2                  |             | -           | -           | 88     | 20     |
| 2019-2020           | PAOK                | SL                  | 8+3        | 0          | CG              | 2               | 0               | UCL+UEL            | 1+1                | 0                  | -           | -           | -           | 15     | 0      |
| Totale PAOK         | Totale PAOK         | Totale PAOK         | 32+9       | 5+2        |                 | 8               | 2               |                    | 12                 | 1                  |             | -           | -           | 61     | 10     |
| feb.-giu. 2021      | Zagłębie Lubin      | EK                  | 1          | 0          | CP              | 1               | 0               | -                  | -                  | -                  | -           | -           | -           | 2      | 0      |
| Totale carriera     | Totale carriera     | Totale carriera     | 268        | 57         |                 | 46              | 9               |                    | 73                 | 11                 |             | 0           | 0           | 387    | 77     |

### Cronologia presenze e reti in nazionale
| Cronologia completa delle presenze e delle reti in nazionale ― Slovacchia | Cronologia completa delle presenze e delle reti in nazionale ― Slovacchia | Cronologia completa delle presenze e delle reti in nazionale ― Slovacchia | Cronologia completa delle presenze e delle reti in nazionale ― Slovacchia | Cronologia completa delle presenze e delle reti in nazionale ― Slovacchia | Cronologia completa delle presenze e delle reti in nazionale ― Slovacchia | Cronologia completa delle presenze e delle reti in nazionale ― Slovacchia | Cronologia completa delle presenze e delle reti in nazionale ― Slovacchia |
| Data                                                                      | Città                                                                     | In casa                                                                   | Risultato                                                                 | Ospiti                                                                    | Competizione                                                              | Reti                                                                      | Note                                                                      |
| ------------------------------------------------------------------------- | ------------------------------------------------------------------------- | ------------------------------------------------------------------------- | ------------------------------------------------------------------------- | ------------------------------------------------------------------------- | ------------------------------------------------------------------------- | ------------------------------------------------------------------------- | ------------------------------------------------------------------------- |
| 10-2-2009                                                                 | Limassol                                                                  | Ucraina                                                                   | 3 – 2                                                                     | Slovacchia                                                                | Amichevole                                                                | -                                                                         | 70’                                                                       |
| 11-2-2009                                                                 | Nicosia                                                                   | Cipro                                                                     | 3 – 2                                                                     | Slovacchia                                                                | Amichevole                                                                | -                                                                         | 60’                                                                       |
| 1-4-2009                                                                  | Praga                                                                     | Rep. Ceca                                                                 | 1 – 2                                                                     | Slovacchia                                                                | Qual. Mondiali 2010                                                       | -                                                                         | 74’                                                                       |
| 6-6-2009                                                                  | Bratislava                                                                | Slovacchia                                                                | 7 – 0                                                                     | San Marino                                                                | Qual. Mondiali 2010                                                       | 1                                                                         | 29’ 63’                                                                   |
| 12-8-2009                                                                 | Reykjavík                                                                 | Islanda                                                                   | 1 – 1                                                                     | Slovacchia                                                                | Amichevole                                                                | -                                                                         | 46’                                                                       |
| 9-9-2009                                                                  | Belfast                                                                   | Irlanda del Nord                                                          | 0 – 2                                                                     | Slovacchia                                                                | Qual. Mondiali 2010                                                       | -                                                                         | 81’                                                                       |
| 10-10-2009                                                                | Bratislava                                                                | Slovacchia                                                                | 0 – 2                                                                     | Slovenia                                                                  | Qual. Mondiali 2010                                                       | -                                                                         | 27’                                                                       |
| 14-11-2009                                                                | Bratislava                                                                | Slovacchia                                                                | 1 – 0                                                                     | Stati Uniti                                                               | Amichevole                                                                | -                                                                         | 61’                                                                       |
| 17-11-2009                                                                | Žilina                                                                    | Slovacchia                                                                | 1 – 2                                                                     | Cile                                                                      | Amichevole                                                                | -                                                                         | 69’                                                                       |
| 3-3-2010                                                                  | Žilina                                                                    | Slovacchia                                                                | 0 – 1                                                                     | Norvegia                                                                  | Amichevole                                                                | -                                                                         | 72’                                                                       |
| 29-5-2010                                                                 | Klagenfurt                                                                | Slovacchia                                                                | 1 – 1                                                                     | Camerun                                                                   | Amichevole                                                                | -                                                                         | 46’                                                                       |
| 5-6-2010                                                                  | Bratislava                                                                | Slovacchia                                                                | 3 – 0                                                                     | Costa Rica                                                                | Amichevole                                                                | -                                                                         | 76’                                                                       |
| 15-6-2010                                                                 | Rustenburg                                                                | Nuova Zelanda                                                             | 1 – 1                                                                     | Slovacchia                                                                | Mondiali 2010 - 1º turno                                                  | -                                                                         | 84’                                                                       |
| 20-6-2010                                                                 | Bloemfontein                                                              | Slovacchia                                                                | 0 – 2                                                                     | Paraguay                                                                  | Mondiali 2010 - 1º turno                                                  | -                                                                         | 83’                                                                       |
| 24-6-2010                                                                 | Johannesburg                                                              | Slovacchia                                                                | 3 – 2                                                                     | Italia                                                                    | Mondiali 2010 - 1º turno                                                  | -                                                                         |                                                                           |
| 28-6-2010                                                                 | Durban                                                                    | Paesi Bassi                                                               | 2 – 1                                                                     | Slovacchia                                                                | Mondiali 2010 - Ottavi di finale                                          | -                                                                         |                                                                           |
| 11-8-2010                                                                 | Bratislava                                                                | Slovacchia                                                                | 1 – 1                                                                     | Croazia                                                                   | Amichevole                                                                | 1                                                                         |                                                                           |
| 3-9-2010                                                                  | Bratislava                                                                | Slovacchia                                                                | 1 – 0                                                                     | Macedonia                                                                 | Qual. Euro 2012                                                           | -                                                                         | 86’                                                                       |
| 7-9-2010                                                                  | Mosca                                                                     | Russia                                                                    | 0 – 1                                                                     | Slovacchia                                                                | Qual. Euro 2012                                                           | 1                                                                         | 90+2’                                                                     |
| 8-10-2010                                                                 | Erevan                                                                    | Armenia                                                                   | 3 – 1                                                                     | Slovacchia                                                                | Qual. Euro 2012                                                           | -                                                                         | 55’                                                                       |
| 12-10-2010                                                                | Žilina                                                                    | Slovacchia                                                                | 1 – 1                                                                     | Irlanda                                                                   | Qual. Euro 2012                                                           | -                                                                         | 70’                                                                       |
| 17-11-2010                                                                | Bratislava                                                                | Slovacchia                                                                | 2 – 3                                                                     | Bosnia ed Erzegovina                                                      | Amichevole                                                                | -                                                                         | 61’                                                                       |
| 9-2-2011                                                                  | Lussemburgo                                                               | Lussemburgo                                                               | 2 – 1                                                                     | Slovacchia                                                                | Amichevole                                                                | -                                                                         | 64’                                                                       |
| 26-3-2011                                                                 | Andorra la Vella                                                          | Andorra                                                                   | 0 – 1                                                                     | Slovacchia                                                                | Qual. Euro 2012                                                           | -                                                                         | 54’                                                                       |
| 2-9-2011                                                                  | Dublino                                                                   | Irlanda                                                                   | 0 – 0                                                                     | Slovacchia                                                                | Qual. Euro 2012                                                           | -                                                                         |                                                                           |
| 6-9-2011                                                                  | Žilina                                                                    | Slovacchia                                                                | 0 – 4                                                                     | Armenia                                                                   | Qual. Euro 2012                                                           | -                                                                         | 90+3’                                                                     |
| 7-10-2011                                                                 | Žilina                                                                    | Slovacchia                                                                | 0 – 1                                                                     | Russia                                                                    | Qual. Euro 2012                                                           | -                                                                         | 52’                                                                       |
| 29-2-2012                                                                 | Bursa                                                                     | Turchia                                                                   | 1 – 2                                                                     | Slovacchia                                                                | Amichevole                                                                | 1                                                                         | 62’                                                                       |
| 30-5-2012                                                                 | Rotterdam                                                                 | Paesi Bassi                                                               | 2 – 0                                                                     | Slovacchia                                                                | Amichevole                                                                | -                                                                         | 70’                                                                       |
| 15-8-2012                                                                 | Odense                                                                    | Danimarca                                                                 | 1 – 3                                                                     | Slovacchia                                                                | Amichevole                                                                | -                                                                         | 88’                                                                       |
| 7-9-2012                                                                  | Vilnius                                                                   | Lituania                                                                  | 1 – 1                                                                     | Slovacchia                                                                | Qual. Mondiali 2014                                                       | -                                                                         | 60’                                                                       |
| 11-9-2012                                                                 | Bratislava                                                                | Slovacchia                                                                | 2 – 0                                                                     | Liechtenstein                                                             | Qual. Mondiali 2014                                                       | -                                                                         |                                                                           |
| 12-10-2012                                                                | Bratislava                                                                | Slovacchia                                                                | 2 – 1                                                                     | Lettonia                                                                  | Qual. Mondiali 2014                                                       | -                                                                         | 65’                                                                       |
| 16-10-2012                                                                | Bratislava                                                                | Slovacchia                                                                | 0 – 1                                                                     | Grecia                                                                    | Qual. Mondiali 2014                                                       | -                                                                         | 69’                                                                       |
| 14-11-2012                                                                | Olomouc                                                                   | Rep. Ceca                                                                 | 3 – 0                                                                     | Slovacchia                                                                | Amichevole                                                                | -                                                                         | 18’ 46’                                                                   |
| 6-2-2013                                                                  | Bruges                                                                    | Belgio                                                                    | 2 – 1                                                                     | Slovacchia                                                                | Amichevole                                                                | -                                                                         | 61’                                                                       |
| 7-6-2013                                                                  | Vaduz                                                                     | Liechtenstein                                                             | 1 – 1                                                                     | Slovacchia                                                                | Qual. Mondiali 2014                                                       | -                                                                         |                                                                           |
| 11-10-2013                                                                | Atene                                                                     | Grecia                                                                    | 1 – 0                                                                     | Slovacchia                                                                | Qual. Mondiali 2014                                                       | -                                                                         | 33’                                                                       |
| 15-11-2013                                                                | Breslavia                                                                 | Polonia                                                                   | 0 – 2                                                                     | Slovacchia                                                                | Amichevole                                                                | -                                                                         | 75’                                                                       |
| 5-3-2014                                                                  | Netanya                                                                   | Israele                                                                   | 1 – 3                                                                     | Slovacchia                                                                | Amichevole                                                                | -                                                                         | 46’                                                                       |
| 23-5-2014                                                                 | Senec                                                                     | Slovacchia                                                                | 2 – 0                                                                     | Montenegro                                                                | Amichevole                                                                | -                                                                         | 70’                                                                       |
| 26-5-2014                                                                 | San Pietroburgo                                                           | Russia                                                                    | 1 – 0                                                                     | Slovacchia                                                                | Amichevole                                                                | -                                                                         | 87’                                                                       |
| 4-9-2014                                                                  | Žilina                                                                    | Slovacchia                                                                | 1 – 0                                                                     | Malta                                                                     | Amichevole                                                                | -                                                                         | 61’                                                                       |
| 8-9-2014                                                                  | Kiev                                                                      | Ucraina                                                                   | 0 – 1                                                                     | Slovacchia                                                                | Qual. Euro 2016                                                           | -                                                                         | 67’                                                                       |
| 9-10-2014                                                                 | Žilina                                                                    | Slovacchia                                                                | 2 – 1                                                                     | Spagna                                                                    | Qual. Euro 2016                                                           | 1                                                                         | 61’ 87’                                                                   |
| 12-10-2014                                                                | Barysaŭ                                                                   | Bielorussia                                                               | 1 – 3                                                                     | Slovacchia                                                                | Qual. Euro 2016                                                           | -                                                                         | 80’                                                                       |
| 15-11-2014                                                                | Skopje                                                                    | Macedonia                                                                 | 0 – 2                                                                     | Slovacchia                                                                | Qual. Euro 2016                                                           | -                                                                         |                                                                           |
| 18-11-2014                                                                | Žilina                                                                    | Slovacchia                                                                | 2 – 1                                                                     | Finlandia                                                                 | Amichevole                                                                | -                                                                         | 80’                                                                       |
| 27-3-2015                                                                 | Žilina                                                                    | Slovacchia                                                                | 3 – 0                                                                     | Lussemburgo                                                               | Qual. Euro 2016                                                           | -                                                                         | 80’                                                                       |
| 8-9-2015                                                                  | Žilina                                                                    | Slovacchia                                                                | 0 – 0                                                                     | Ucraina                                                                   | Qual. Euro 2016                                                           | -                                                                         | 84’                                                                       |
| 9-10-2015                                                                 | Žilina                                                                    | Slovacchia                                                                | 0 – 1                                                                     | Bielorussia                                                               | Qual. Euro 2016                                                           | -                                                                         | 71’                                                                       |
| 29-3-2016                                                                 | Dublino                                                                   | Irlanda                                                                   | 2 – 2                                                                     | Slovacchia                                                                | Amichevole                                                                | 1                                                                         | 65’                                                                       |
| 29-5-2016                                                                 | Augusta                                                                   | Germania                                                                  | 1 – 3                                                                     | Slovacchia                                                                | Amichevole                                                                | -                                                                         | 61’                                                                       |
| 4-6-2016                                                                  | Trnava                                                                    | Slovacchia                                                                | 0 – 0                                                                     | Irlanda del Nord                                                          | Amichevole                                                                | -                                                                         | 65’                                                                       |
| 11-6-2016                                                                 | Bordeaux                                                                  | Galles                                                                    | 2 – 1                                                                     | Slovacchia                                                                | Euro 2016 - 1º turno                                                      | -                                                                         | 83’                                                                       |
| 16-11-2018                                                                | Trnava                                                                    | Slovacchia                                                                | 4 – 1                                                                     | Ucraina                                                                   | UEFA Nations League 2018-2019 - 1º turno                                  | -                                                                         | 69’                                                                       |
| 19-11-2018                                                                | Praga                                                                     | Rep. Ceca                                                                 | 1 – 0                                                                     | Slovacchia                                                                | UEFA Nations League 2018-2019 - 1º turno                                  | -                                                                         |                                                                           |
| 21-3-2019                                                                 | Trnava                                                                    | Slovacchia                                                                | 2 – 0                                                                     | Ungheria                                                                  | Qual. Euro 2020                                                           | -                                                                         | 79’                                                                       |
| 24-3-2019                                                                 | Cardiff                                                                   | Galles                                                                    | 1 – 0                                                                     | Slovacchia                                                                | Qual. Euro 2020                                                           | -                                                                         | 69’ 90+3’                                                                 |
| 7-6-2019                                                                  | Trnava                                                                    | Slovacchia                                                                | 5 – 1                                                                     | Giordania                                                                 | Amichevole                                                                | -                                                                         | 46’                                                                       |
| Totale                                                                    |                                                                           | Presenze                                                                  | 60                                                                        |                                                                           | Reti                                                                      | 6                                                                         |                                                                           |

## Palmarès

### Club
- Coppa d'Inghilterra: 1

Chelsea: 2008-2009
- Campionato olandese: 1

Twente: 2009-2010
- Campionato turco: 1

Fenerbahçe: 2010-2011
- Coppa di Turchia: 2

Fenerbahçe: 2011-2012, 2012-2013
- Campionato emiratino: 1

Al Ain: 2014-2015
- Coppa della Repubblica Ceca: 2

Slavia Praga: 2017-2018, 2018-2019
- Campionato ceco: 1

Slavia Praga: 2018-2019

### Individuale
- FIFA Puskás Award: 1

2012 (Fenerbahçe-Gençlerbirliği 6-1)